# Bernhard Duhm
Bernhard Lauardus Duhm (10 octobre 1847 - 1er novembre 1928) est un théologien luthérien allemand né à Bingum, aujourd'hui Leer en Frise orientale.

## Biographie
Il a étudié la théologie à l'Université de Göttingen où il eut comme professeur Albrecht Ritschl (1822-1889), Heinrich Ewald (1803-1875) ou encore Julius Wellhausen (1844-1918) qui deviendra son ami et collègue.
En 1873 il devient lecteur à Göttingen et par la suite professeur associé d'Ancien Testament (1877). En 1888 il intègre l'Université de Bâle où il devient l'un des plus influents chercheurs sur l'Ancien Testament de son temps.
Il était père de trois fils, Hans (1878-1946), Dietrich (1880-1940) et Andreas (1883-1975) qui furent tous trois des joueurs d'Échecs professionnels. Il meurt à Bâle le 1er novembre 1928 dans un accident d'automobile.

## Travaux
On[Qui ?] se souvient de Duhm pour son travail d'exégèse sur les prophètes de l'Ancien Testament et en particulier par ses études sur la complexité des livres de Jérémie et d'Isaïe. Il découvre que le livre d'Isaïe est l'œuvre de plusieurs auteurs. Son commentaire dessine la structure et le contenu des chapitres 1 à 39 appelé Proto-Isaïe ou "Isaïe de Jérusalem". Duhm, dans le même commentaire, fournit une profonde analyse du Deutéro-Isaïe (Second Isaïe, chapitre 40-55) ainsi que du Trito-Isaïe (Troisième Isaïe, chapitre 56-66).